# Richard Marx
Richard Noel Marx (sinh ngày 16 tháng 9 năm 1963 tại Chicago, bang Illinois, Hoa Kỳ) là một ca sĩ thuộc dòng nhạc pop kiêm nhạc sĩ, nhà sản xuất người Hoa Kỳ. Ông có nhiều bài hát được xếp hạng cao trong hai thập niên 1980 và 1990, như các bản Endless Summer Nights, Now and Forever, Hazard. Dù ông nổi tiếng ở dòng nhạc trữ tình nhưng một số bài lại mang phong cách rock cổ điển như Don't Mean Nothing, Should've Known Better, Satisfied, Too Late To Say Goodbye. Đặc biệt, bản tình ca Right Here Waiting của ông rất phổ biến trên toàn thế giới, còn tại Việt Nam nó là một trong những bài hát tiếng Anh được yêu thích nhất kể từ thập niên 1990. Richard Marx được ghi nhận là nghệ sĩ đầu tiên có bảy đĩa đơn lọt vào tốp năm của hệ thống xếp hạng ở Hoa Kỳ.